# Stanin (gemeente)
De gemeente Stanin is een landgemeente in het Poolse woiwodschap Lublin, in powiat Łukowski.
De zetel van de gemeente is in Stanin.
Op 31 december 2005 telde de gemeente 9807 inwoners.

## Oppervlakte gegevens
In 2002 bedroeg de totale oppervlakte van gemeente Stanin 160,25 km², waarvan:
- agrarisch gebied: 76%
- bossen: 17%

De gemeente beslaat 11,49% van de totale oppervlakte van de powiat.

## Demografie
Stand op 31 december 2005:
| Omschrijving                   | Totaal | Totaal | Vrouwen | Vrouwen | Mannen | Mannen |
| ------------------------------ | ------ | ------ | ------- | ------- | ------ | ------ |
| eenheid                        | aantal | %      | aantal  | %       | aantal | %      |
| inwoners                       | 9807   | 100    | 4844    | 49,4    | 4963   | 50,6   |
| bevolkingsdichtheid (inw./km²) | 61,7   | 61,7   | 30,5    | 30,5    | 31,2   | 31,2   |

In 2002 bedroeg het gemiddelde inkomen per inwoner 1335,62 zł.

## Administratieve plaatsen (sołectwo)
Aleksandrów, Anonin, Borowina, Celiny Szlacheckie, Celiny Włościańskie, Gózd, Jarczówek, Jeleniec, Jonnik, Józefów, Kierzków, Kij, Kopina, Kosuty, Lipniak, Niedźwiadka, Nowa Wróblina, Nowy Stanin, Ogniwo, Sarnów, Stanin, Stara Gąska, Stara Wróblina, Tuchowicz, Wesołówka, Wnętrzne, Wólka Zastawska, Zagoździe, Zastawie.

## Overige plaatsen
Białoglina, Bziele, Celiny Włościańskie-Kolonia, Dominikówka, Dworzyska, Gąsówka, Górki, Jarczówek-Kolonia, Jedlanka, Jonnik-Kolonia, Kania, Kosuty-Kolonia, Kujawy, Lniska, Nadziary, Nowy Świat, Ostrów, Otrznoga, Piaski, Płóski, Podbrzościa, Pólka, Próchnica, Resztówka, Ryciska, Sachalin, Stajki, Stanisławów, Witoldów, Wygoda, Załącze, Zamek, Zarudzie, Zastawie-Kolonia, Zawodzie, Zawywozie, Złota Róża.

## Aangrenzende gemeenten
Krzywda, Łuków, Stoczek Łukowski, Wojcieszków, Wola Mysłowska